# Alfonso Daniel Rodríguez Castelao

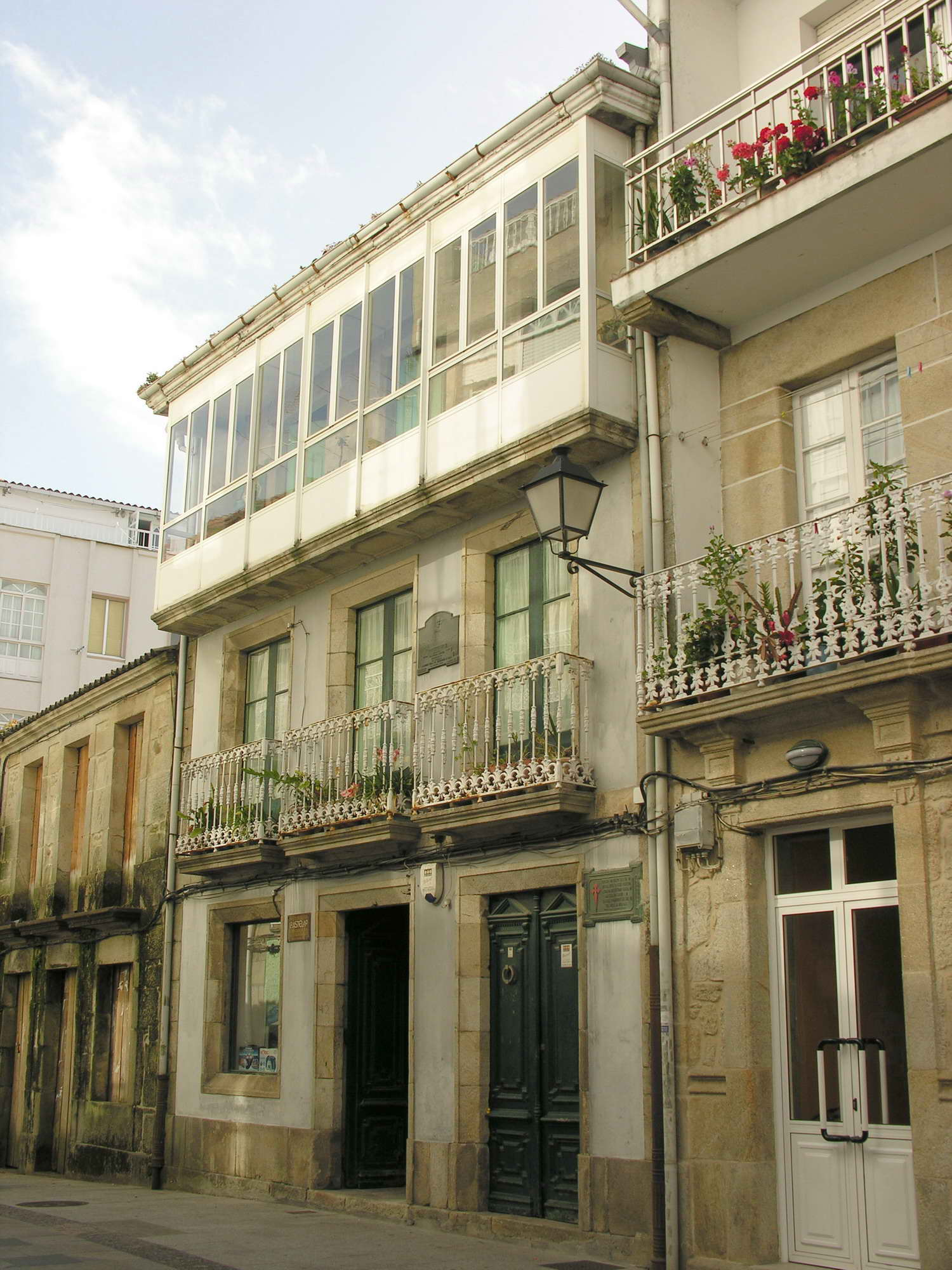
Maison de Castelao à Rianxo, sa ville natale.

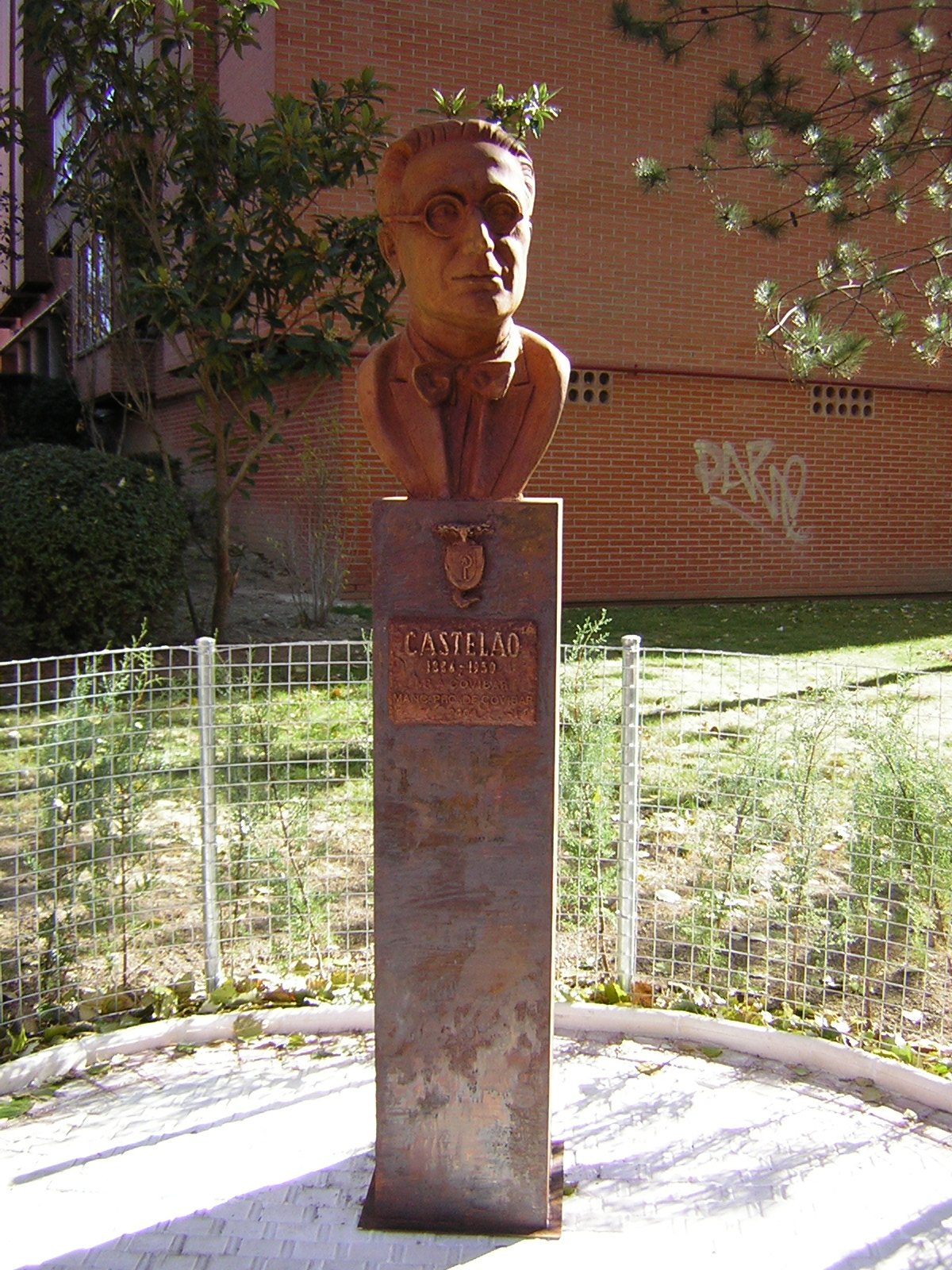
Buste de Castelao à Madrid.

Alfonso Daniel Manuel Rodríguez Castelao, appelé le plus souvent Castelao (né à Rianxo, province de La Corogne le 30 janvier 1886, mort à Buenos Aires (Argentine), le 7 janvier 1950), est un écrivain espagnol de langue galicienne et homme politique de Galice. Il est considéré comme le père du nationalisme galicien. Sa personnalité polyfacétique sur le plan culturel, en tant que peintre, dessinateur, caricaturiste et écrivain, fait de lui un des plus grands symboles de l'identité galicienne.

## Origines
Tout petit, Castelao quitte avec sa mère sa terre natale pour l'Argentine afin d'y rejoindre son père dans l'émigration, il rentre au pays en 1900 avec sa famille. Il étudie la médecine à l'université de Saint-Jacques-de-Compostelle et fait son doctorat à Madrid, pendant cette période il participe à la fondation de l'hebdomadaire El barbero municipal (1904-1914), dans laquelle il critique le régime par des articles contre le caciquisme galicien.

## Le politicien
En 1912, Castelao adhère au mouvement Acción Gallega et signifie ainsi son engagement avec sa « Terre et son Pays ». Avec Vicente Risco, Otero Pedrayo et quelques autres compagnons, il fonde la revue Nós, où apparaît son engagement dans la vie politique et culturelle de la Galice vers 1920 et 1936. Il est aussi le directeur de l'influent Séminaire d'études galiciennes. En 1926 il est nommé académicien numéraire de la Real Academia Galega. Dans les années 1920 il devient professeur de dessin au lycée Valle-Inclán de Pontevedra, sa ville bien-aimée. Dans une lettre qu'il a adressée en 1947 au président du centre pontevedrien de Buenos Aires il disait: 

« Se non fun consultado antes de nascer, sábese ben que despois de ter nacido escollín Pontevedra para vivir e morrer. E se tal programa non chega a cumplirse, non será certamente por culpa miña. Non son, pois, un pontevedrés de partida de nascimento [...], eu son pontevedrés pola miña propia vontade e pola identificación coas terras e xentes de Pontevedra [...] Penso que si morrese no desterro, os meus osos non se deixarían consumir até que algún anaquiño deles chegase a Pontevedra [...] Eu séntome a beira do Lérez, pouso os meus pensamentos na beira das augas, como as ponlas caídas dos albres que dan sombra. Estou alí horas e horas, ensumido en min mesmo. [...] Séntome nas pedras do valado e chanto os ollos na ría que durme entre veigas e florestas »

« Si je n'ai pas été consulté avant ma naissance, il est bien connu qu'après ma naissance, j'ai choisi Pontevedra pour vivre et mourir. Et si un tel programme ne se concrétise pas, ce ne sera certainement pas ma faute. Je ne suis pas un natif de Pontevedra, je suis un natif de Pontevedra par ma propre volonté et par l'identification avec les terres et les gens de Pontevedra. Je pense que si je mourais en exil, mes os ne seraient pas consommés tant qu'un petit morceau de ceux-ci n'aurait pas atteint Pontevedra [...] Je m'assieds sur la rive du Lérez, je pose mes pensées au bord de l'eau, comme les branches tombées des arbres qui donnent de l'ombre. Je reste là pendant des heures et des heures, immergé en moi-même [...] Je m'assois sur les pierres de la clôture et je fixe la ria qui dort entre plaines fertiles et bois. »

Il commence à travailler sur les croix de pierre de Galice, publication qui fera l'objet d’une éditionn posthume en 1950. Il effectue en 1929 un voyage d'études officiel en Bretagne pour y étudier les croix de chemin en pierre dan sle but de comparer celles-ci aux croix galiciennes. Le rapport, intitulé, As Cruces de Pedra na Bretaña (Les croix de pierre en Bretagne) contribue à renforcer l'idée d'une parenté géographique et culturelle avec la Galice et amène le « mouvement galléguiste » à se rapprocher des autres pays celtiques en recherchant une collaboration avec le Congrès celtique international.
Élu député en 1931 par l’Organización Republicana Gallega Autónoma (ORGA) pour les Cortes constituantes de la Seconde République espagnole, il participe à la constitution du Parti galléguiste. Il est banni de Galice et confiné à Badajoz de 1934 à 1935 pendant le gouvernement de la coalition de droite de Alejandro Lerroux.
En 1936, il se présente aux élections sur les listes du Frente Popular, à la condition qu'un référendum populaire soit convoqué pour approuver le statut d’autonomie de la Galice. Élu député, il va diriger la campagne pour les droits de la Galice, pris en compte dans le statut approuvé le 28 juin 1936, par 98 % des voix du peuple galicien.
Le coup d'État militaire du 18 juillet 1936 contre la démocratie républicaine le surprend à Madrid, lorsqu'il s'y trouve pour présenter et faire approuver le statut de la Galice par les Cortes espagnoles.

## L’exil
En 1940, Castelao est exilé à Buenos Aires. Il y participe à de nombreuses initiatives culturelles, et écrit son œuvre fondamentale de pensée nationaliste Sempre en Galiza (La Galice toujours) en 1944. En 1946, il est envoyé à Paris pour faire partie du gouvernement républicain en exil présidé par José Giral. Il retourne à Buenos Aires en 1950 où il décède le 7 janvier de la même année.

## Postérité

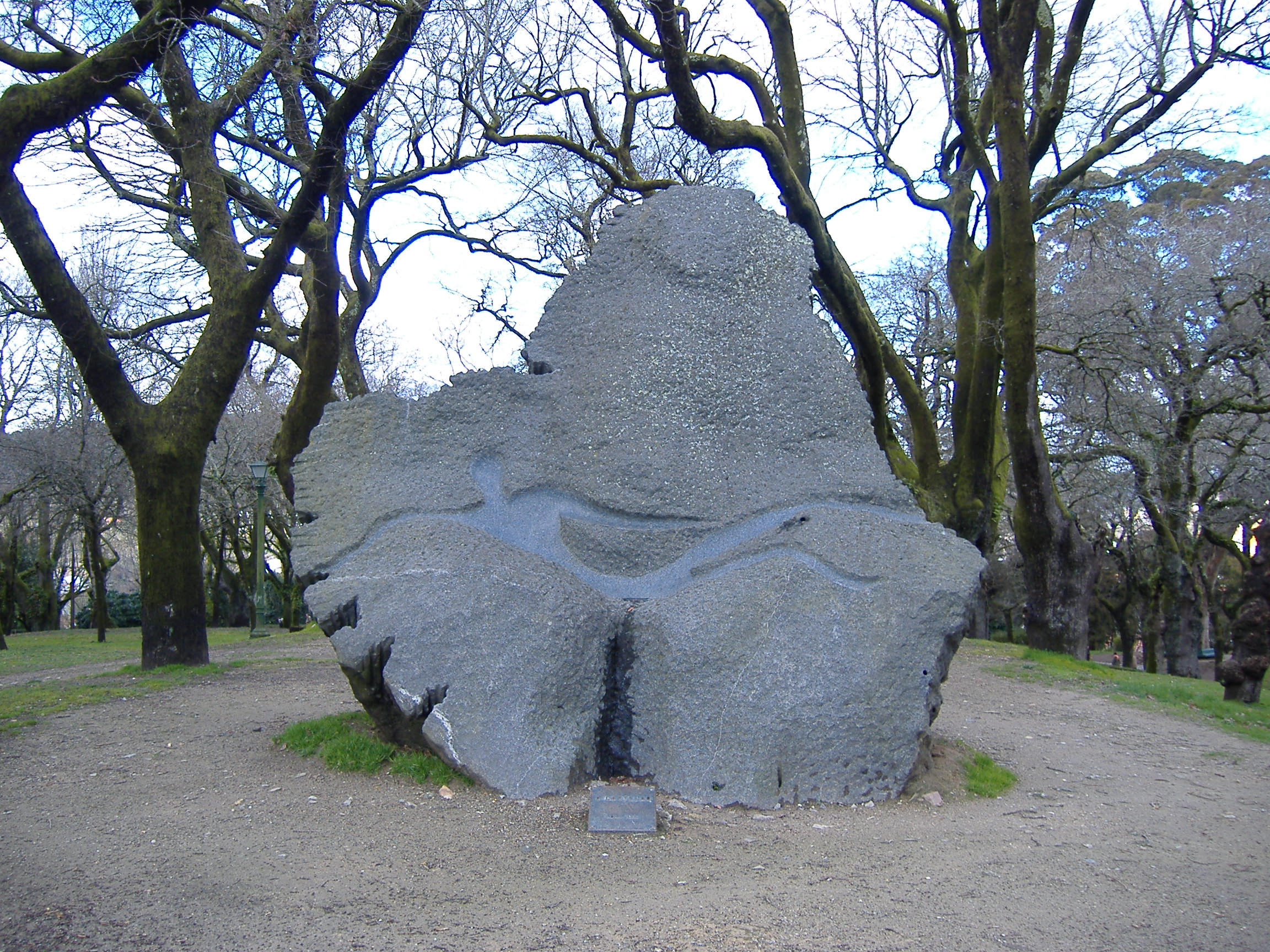
Monument en hommage à Castelao, Saint-Jacques-de-Compostelle.

Les restes de Castelao sont rapatriés et enterrés en 1984 au Panteón de Galegos Ilustres dans le Musée du peuple galicien avec la reconnaissance des institutions et des partis politiques, ainsi que de la société civile galicienne. Pourtant quelques manifestations nationalistes accusaient les autorités de l'époque d'hypocrisie, « ceux qui l'ont fait exiler, maintenant lui rendent les honneurs ».
La Journée des lettres galiciennes de 1964 lui a été consacrée.

### Œuvres
- Cego da romería (1913)
- Un ollo de vidro. Memorias dun esquelete (1922)
- As cruces de pedra na Galiza
- Cousas (1926, 1929)
- As cruces de Pedra na Bretaña (Les croix de pierre en Bretagne) (1930)
- Cincoenta homes por dez reás (1930)
- Os dous de sempre (1934)
- Retrincos (1934)
- Galicia Mártir (1937)
- Atila en Galicia (1937)
- Milicianos (1938)
- Sempre en Galiza (1944)
- Os vellos non deben de namorarse (es) (au théâtre en 1941, publiée en 1953)
- As cruces de pedra na Galiza (Les croix de pierre en Galice) (posthume, 1950)

## Le dessinateur et le peintre
Les dessins de Castelao, complétés par des textes, racontent la Galice paysanne, le caciquisme, les pauvres gens, les aveugles, les désemparés, le peuple souffrant, d'un point de vue critique, réaliste et humoristique. Le musée de Pontevedra conserve la partie la plus importante de son œuvre et dispose de deux salles entières qui lui sont exclusivement consacrées au Sixième Bâtiment.
Son album Nós (1931) est une collection de dessins datant de 1916 à 1918.
Ses derniers albums sont l'expression des horreurs de la Guerre Civile.

## Galerie de statues en Galice

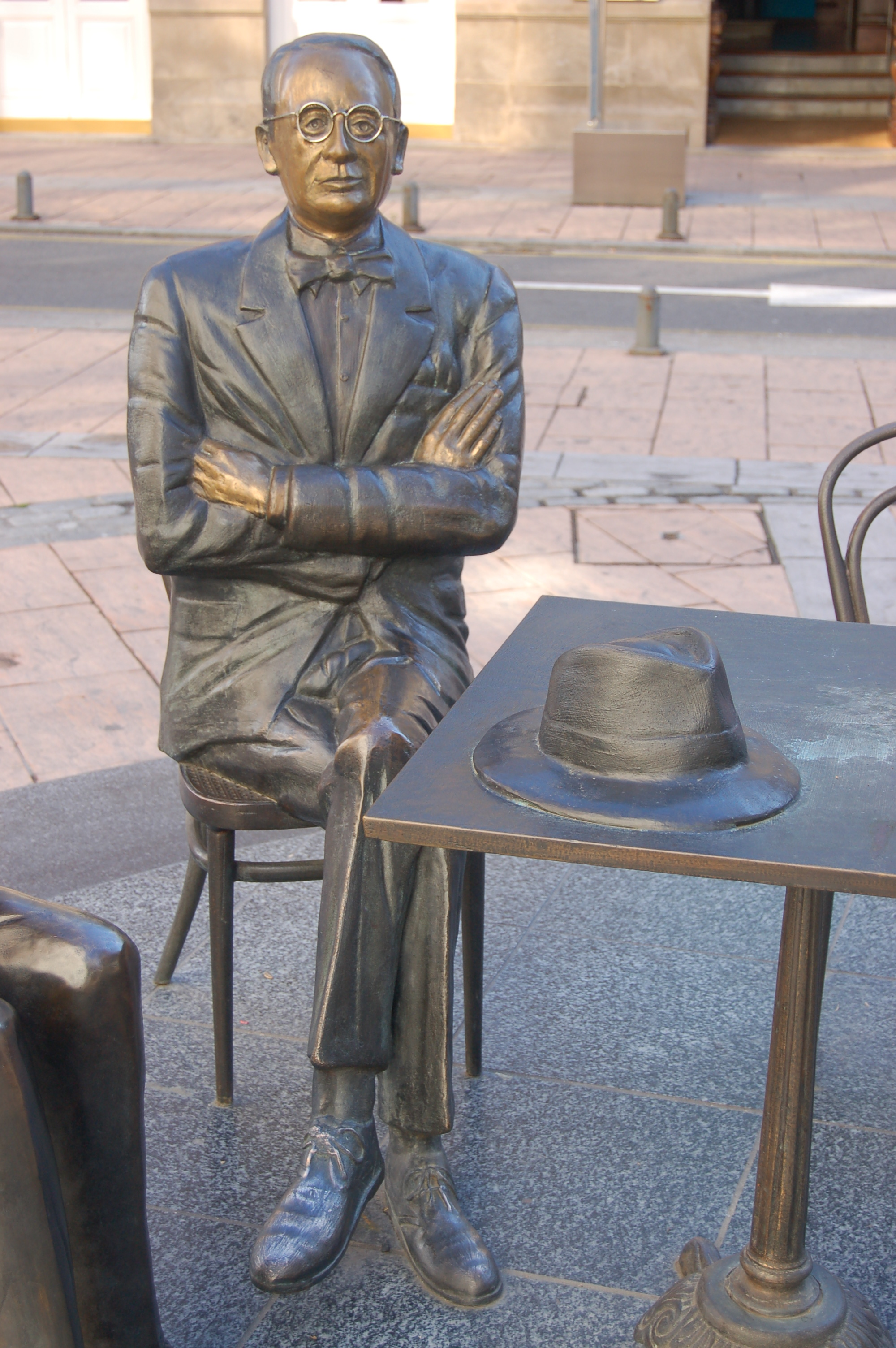
Pontevedra.
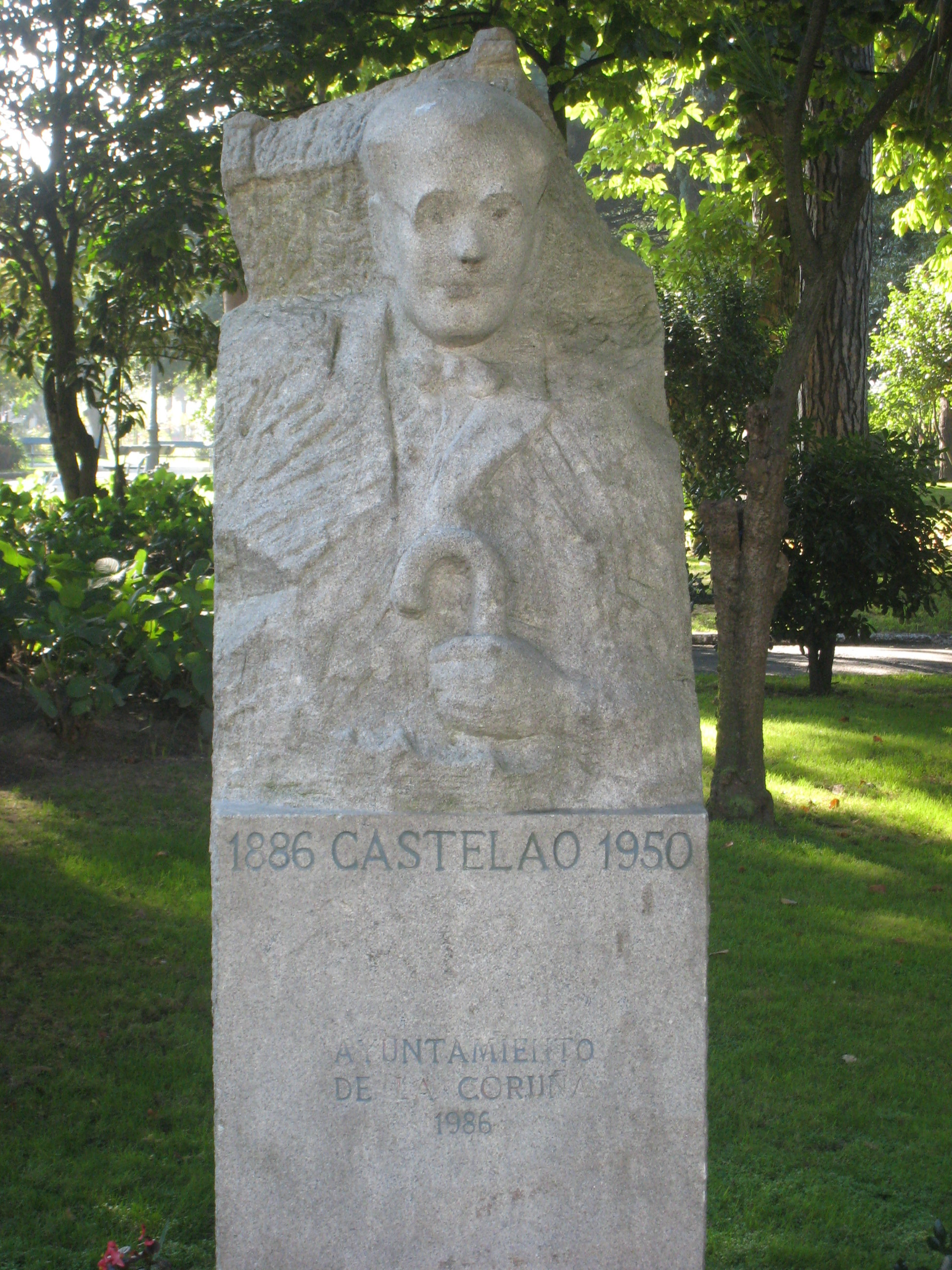
A Coruña.
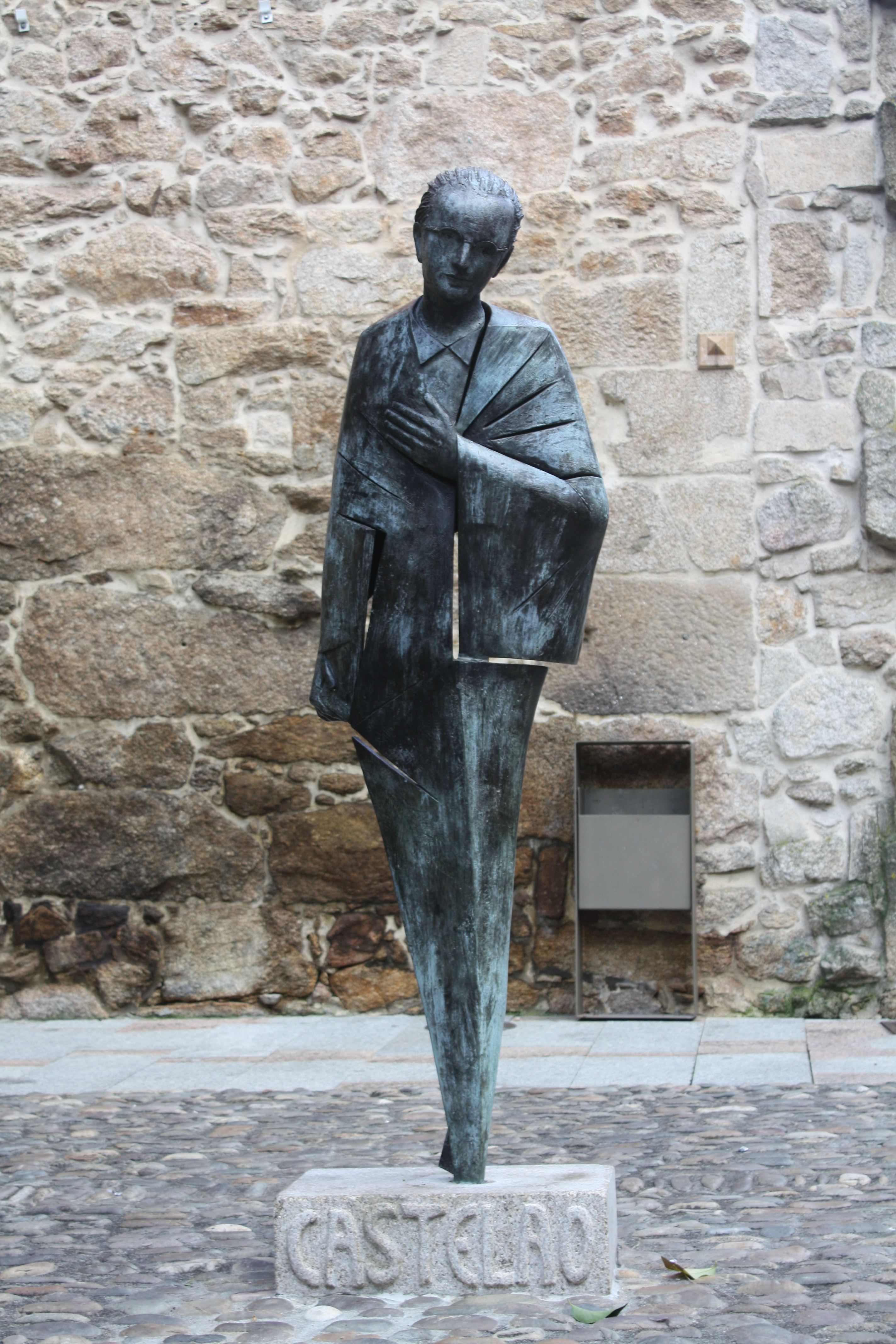
Ourense.
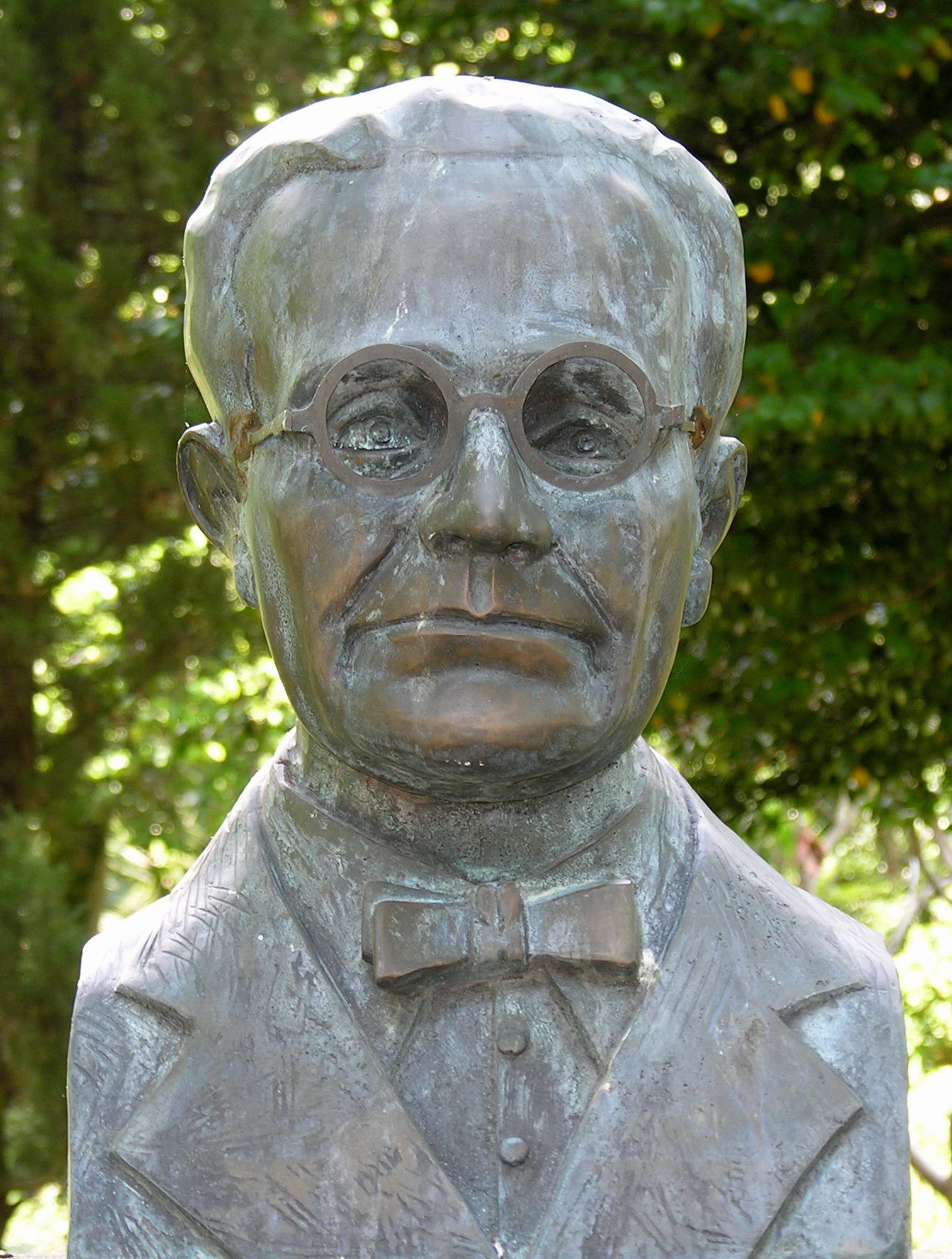
Padrón.
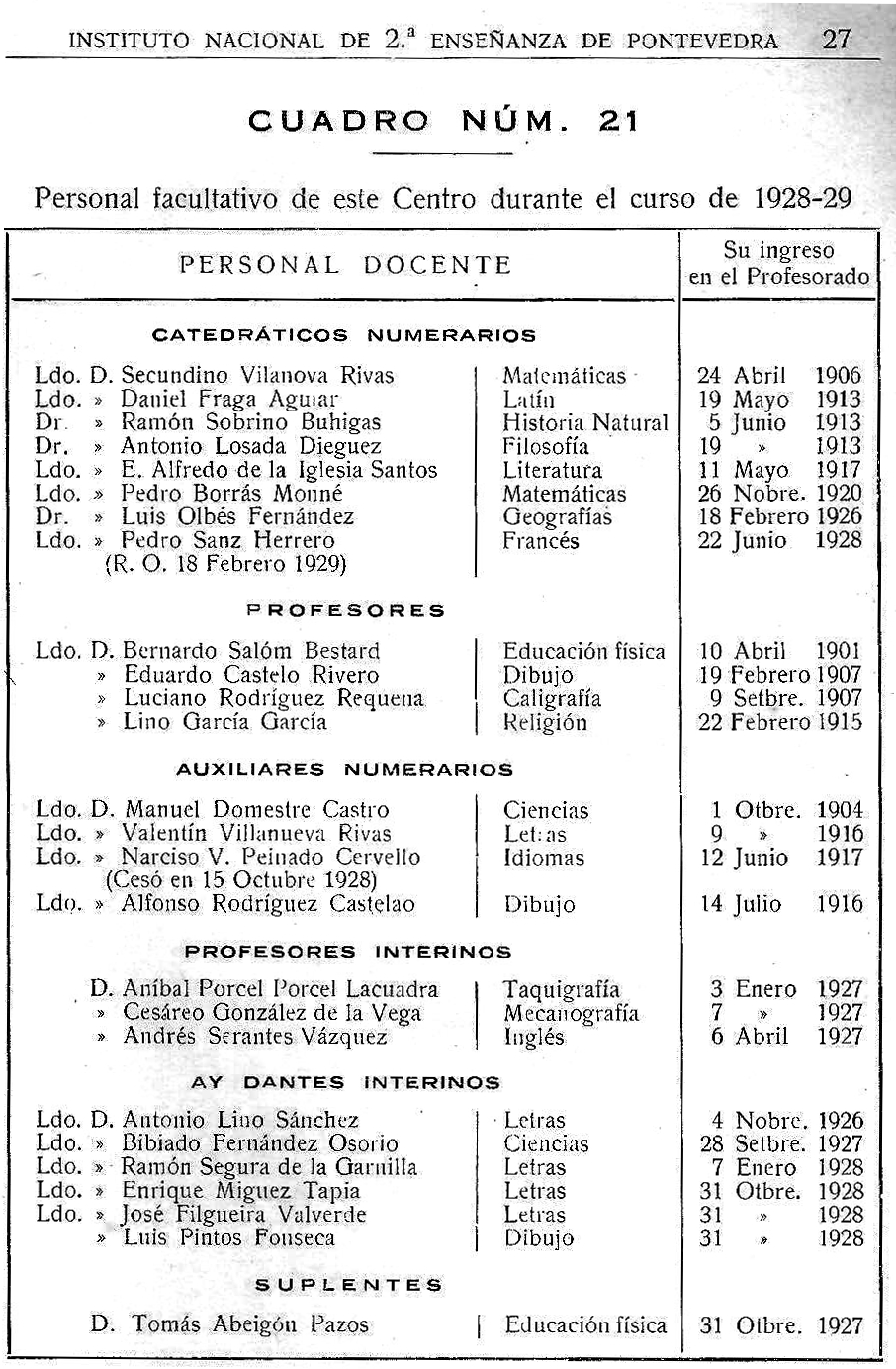
Document de 1928 du Lycée Valle-Inclán de Pontevedra où Castelao a été professeur de dessin.